# Landschaftsschutzgebiet Tal des Eselbaches
Das Landschaftsschutzgebiet Tal des Eselbaches mit etwa 13,5 ha Flächengröße liegt im Gemeindegebiet von Leopoldshöhe. Es wurde 2001 mit dem Landschaftsplan Nr. 2 Leopoldshöhe/Oerlinghausen-Nord durch den Kreistag des Kreises Lippe als Landschaftsschutzgebiet (LSG) ausgewiesen.

## Beschreibung
Das Schutzgebiet liegt östlich der Bebauung von Leopoldshöhe. Die Bebauung in Form von Bauernhöfen grenzt teils direkt an das LSG. Der Heimathof Leopoldshöhe liegt zudem ganz im LSG. Das LSG umfasst Talbereiche des naturnahen Bachlauf des Eselbaches (Zufluss des Bentgrabens) mit Grünland und Ufergehölzen. Im Bachlauf des Eselbaches befinden sich kleine Findlinge. In den Ufergehölzen dominieren Erlen. Auch Weiden, Hainbuchen und vereinzelt Kopfweiden stehen am Bach. Im Osten des LSG gibt es einen Auewaldrelikt mit Arten des Erlen-Eschen-Waldes. An den Siekböschungen finden sich Saumzonen und markante Einzelbäume. 
Der Landschaftsplan Nr. 2 Leopoldshöhe/Oerlinghausen-Nord führt Beeinträchtigungen im Landschaftsschutzgebiet aus: „Im Siedlungsbereich wird der Talbereich teilweise durch Gartennutzung und bauliche Anlagen beeinträchtigt.“

## Schutzzwecke für das LSG
Laut Landschaftsplan erfolgte die Ausweisung des LSG
- „zur Erhaltung und Wiederherstellung der Leistungsfähigkeit des Naturhaushaltes mit seinen vielfältigen Funktionen Wasserschutz, Klimaschutz, Bodenschutz, Biotop- und Artenschutz in einem durch Siedlungsbereiche, Streubebauung und Verkehr stark beanspruchten und z.T. beeinträchtigten Raum,“
- „zur Erhaltung der Nutzungsfähigkeit der Naturgüter,“
- „zur Erhaltung und Entwicklung des für den Planungsraum typischen Landschaftsbildes mit seinen prägenden Tälern, naturnahen Waldbeständen, geomorphologischen Ausprägungen und gliedernden und belebenden Elementen,“
- „zur Erhaltung und Sicherung der besonderen Bedeutung des Planungsraumes für die Erholung.“[1]

## Rechtliche Vorschriften
Im Landschaftsschutzgebiet ist unter anderem das Errichten von Bauten und Fischteichen verboten. Grün- und Brachland darf nicht in eine andere Nutzungsart umgewandelt oder umgebrochen werden. Es ist ferner verboten Hunde frei laufen zu lassen. Vom Verbot ist Hundeeinsatz bei der ordnungsgemäßen Jagd, auf Hof- und Gartenbereichen und der Einsatz von Hütehunden ausgenommen.